# Louis Chardigny
Pour les articles homonymes, voir Chardigny.
Louis Chardigny est un journaliste et historien français né le 8 août 1909 à Curtil-sous-Burnand et mort le 2 août 1990 à Souzy-la-Briche.

## Biographie
Journaliste et ancien directeur de France-Soir, Louis Chardigny a reçu les prix d'Académie (1942), Thérouanne (1948) et Eugène Colas (1988) pour ses livres sur Napoléon et ses maréchaux.

## Publications
- Dictionnaire des Maréchaux de France, Paris, 1941.
- Les Maréchaux de Napoléon, Paris, 1946, Prix Thérouanne en 1948 ; réédition Tallandier, collection Bibliothèque napoléonienne, 2003.  (ISBN 9782847340877)
- L'homme Napoléon, Paris, Perrin, 1987 ; réédition Perrin, collection Tempus, 2014.  (ISBN 2262043779)